# Villa Strassburger
Pour l’article homonyme, voir Strassburger.
La villa Strassburger, ancienne villa Rothschild, est une villa de Deauville.

## Histoire
Elle a été bâtie entre 1907 et 1912 sur les plans de l'architecte caennais Georges Pichereau pour le compte d'Henri de Rothschild, à l'emplacement d'une ferme qu'il avait achetée en 1875 à Gustave Flaubert, la ferme du Coteau. Elle est l'archétype de la deuxième génération du style néo-normand.
Initialement baptisée « villa du Coteau », elle est ensuite appelée « villa Strassburger » car elle est devenue, après avoir été achetée en 1924 à Henri de Rothschild, la résidence deauvillaise du milliardaire américain Ralph Beaver Strassburger (en). Henri Rothschild s'en sépare car son épouse était déçue de ne pas pouvoir y voir la mer d'assez près. La famille Strassburger se rend à Deauville un mois par an, en août, pour la saison hippique. Ils aménagent la villa dans un style somptueux en deux temps, une première fois dans les années 1920-1930 puis en 1948, dont le décor subsiste encore de nos jours. Durant l'Occupation, la maison est dévastée par les Allemands. Comptant une trentaine de domestiques (dont huit jardiniers et six cuisiniers), la villa doit être entretenue toute l'année, au cas où la famille viendrait à l'improviste, ce qui n'arriva pourtant jamais. Ils reçoivent de nombreuses personnalités, comme le compositeur Vincent Scotto, l'actrice et chanteuse Suzy Delair, l'industriel Marcel Boussac, le prince Ali Khan, l'homme d'affaires Pierre Wertheimer ou encore le comte de Niel.
Ralph B. Strassburger meurt en 1959 et sa veuve, héritière de Singer, en 1975. Leur fils Peter fait don de la demeure avec son mobilier à la ville de  Deauville en 1980.

## Architecture
Inspirée à la fois de l'architecture augeronne (allures de manoir, pans de bois, toit en tuiles plates, épis de faîtage en céramique) et savante (toit à l'impériale, pyramidions…).
Ses façades et sa toiture ont été inscrites aux monuments historiques par un arrêté du 29 octobre 1975.
Au rez-de-chaussée, on trouve deux salons séparés par une petite colonnade d’opérette et une salle à manger, où sont posés sur une console des assiettes et des plats en porcelaine de Lunéville. Le bureau de Ralph Strassburger comporte un téléphone d'époque, un agenda de l'année 1957 ou encore un Bottin téléphonique de 1952. Au premier étage, la chambre de ce dernier est séparée de celle de son fils (dont un mur est couvert de photos de pin-up) par une salle de bains qui était très moderne pour l'époque, comportant notamment un sauna en toile. Des tableaux de famille, des portraits, des photographies et des aquarelles de chevaux sont accrochés aux murs. La chambre de Madame Strassburger est dotée d'une salle de bain de style Louis XVI-Impératrice. Au second niveau se trouvent les chambres des invités.